# Gustavo Macías Zambrano
Gustavo Macías Zambrano (26 de agosto de 1969) es un político mexicano, miembro del Partido Acción Nacional. Ha sido diputado federal, diputado al Congreso de Jalisco y presidente municipal de Tequila.

## Biografía
Gustavo Macías Zambrano es licenciado en Derecho egresado de la Universidad de Guadalajara, tiene otros estudios, entre ellos en contaduría privada. Así mismo, se dedica a actividades particulares como productor de agave.
Inició su carrera política al ser elegido por primera ocasión regidor al Ayuntamiento de Tequila en 1989, y síndico al mismo ayuntamiento de 1995 a 1997. En 1998 fue elegido Presidente Municipal de Tequila, postulado por el PAN, partido al que formalmente se afilia en 1999 y concluye su periodo en 2000.
De 2001 a 2003 fue gerente subrogado del Sistema de Transporte Colectivo de la Zona Metropolitana de Guadalajara (SISTECOZOME) y de 2003 a 2006 fue presidente del comité municipal del PAN en Tequila. En adición de 2004 a 2006 fue por segunda ocasión regidor del Ayuntamiento de Tequila.
En 2006 fue postulado candidato del PAN y elegido diputado federal por el Distrito 1 de Jalisco a la LX Legislatura que concluyó en 2009. En la Cámara de Diputados fue secretario de la comisión de Fortalecimiento al Federalismo; así como integrante de las comisiones de Asuntos Indígenas; de Desarrollo Rural; especial de Ganadería; y del Comité del Centro de Estudios de Derecho e Investigaciones Parlamentarias.
En 2018 fue elegido diputado al Congreso del Estado de Jalisco, formando parte de la LXII Legislatura por el Distrito 1 local, siendo líder de los diputados del PAN.
En 2021 fue postulado candidato del PAN y elegido diputado federal por el Distrito 1 de Jalisco a la LXV Legislatura que comenzó el 1 de septiembre de 2021.